# Stranraer
Stranraer in (Gaelico scozzese: An t-Sròn Reamhar, pronuncia ən̴̪ t̪ɾɔːn ɾãũ.əɾ) è una città della Scozia del sud, nella parte occidentale della regione di Dumfries e Galloway e nella contea dello Wigtownshire. Stranraer è la seconda più grande città (o toon come la chiamano i suoi abitanti) della regione di Dumfries e Galloway con una popolazione di circa 13 000 abitanti comprese le aree limitrofe rispetto ai quasi 8 000 di Annan, la città più vicina. 
Stranraer è un centro amministrativo della parte occidentale (contea del Wigtownshire) della regione di Dumfries e Galloway ed è più nota come porto dei traghetti che connettono la Scozia con Belfast in Irlanda del Nord.
Gli abitanti di Stranraer vengono chiamati Clayeholer (kleɪ'həʊl-ə).
Attualmente è in corso un rinnovamento urbanistico dell'area centromeridionale (comprendente i quartieri di Dick's Hill, Ochtrelure e l'area meridionale della Liddesdale Road nella Gallow Hill).

## Geografia fisica
Stranraer giace sulle rive del Loch Ryan sul versante nord dell'istmo che congiunge la Rhins of Galloway alla terraferma.

## Origini del nome
Generalmente si ritiene che il nome derivi dal Gaelico scozzese "An t-Sròn Reamhar" che significa letteralmente "naso grosso", ma che più prosaicamente potrebbe essere reso con "ampio promontorio", ma un'altra interpretazione metterebbe in relazione Reamhar con Rerigonium, un insediamento notato da Tolomeo in questa parte della Britannia.

## Storia

### XVI - XIX secolo
Stranraer divenne borgo (burgh in scozzese) di una baronia nel 1596 e borgo reale (royal burgh in scozzese) nel 1617.  Intorno al 1600, divenne la città-mercato del Wigtownshire occidentale. All'incirca in questo periodo Stranraer fu raggiunta da una strada militare che partiva da Dumfries per avere un più facile accesso a Portpatrick per i trasporti verso l'Irlanda.
Il primo porto a Stranraer fu costruito verso la metà del 1700, con un successivo sviluppo verso il 1820. L'arrivo della ferrovia da Dumfries nel 1861 fece sì che Stranraer divenisse definitivamente il maggior porto dell'area.  Nel 1862, la linea ferrata venne prolungata per servire direttamente il porto, e venne anche aperto un collegamento con Portpatrick.  Qualche tempo dopo, venne costruita una linea ferroviaria settentrionale verso Girvan.

### XX secolo
Stranraer rimase il principale porto scozzese per i traghetti irlandesi più o meno per i successivi 150 anni. Il 31 gennaio 1953, 133 persone morirono quando la Princess Victoria affondò nei pressi del Belfast Lough dopo che il ponte auto era stato spazzato dal mare in tempesta.
Stranraer e l'area circostante conobbe una notevole attività durante la seconda guerra mondiale, perché divenne il centro operativo anti-sommergibili. Un gruppo di idrovolanti venne reso operativo in quest'area nel tentativo di rendere sicure le acque del Canale del Nord e la costa sudoccidentale della Scozia. Quasi tutte le importazioni britanniche passarono attraverso queste due aree marine nella loro rotta verso il Clyde o il Mersey. Di fatto, l'idrovolante Supermarine Stranraer prese il suo nome dalla città. Winston Churchill stesso partì da Stranraer a bordo di un idrovolante Boeing nella notte del 25 giugno 1942, allorché fece la sua seconda visita di guerra agli Stati Uniti d'America. Churchill trascorse altresì parte del suo tempo nel vicino Knockinaam Lodge durante gli anni della guerra.
Stranraer possiede un'attiva Società di Storia Patria Archiviato il 5 luglio 2008 in Internet Archive. che pubblica lavori sulla storia dell'area commissionati da autori locali.

## Monumenti e luoghi d'interesse
Il Castle of St. John è una torre d'abitazione medievale, costruita intorno al 1500 dagli Adair di Kilhilt. È stata utilizzata come abitazione civile, come tribunale, come prigione, e come guarnigione militare, quest'ultima durante i Killing Times intorno al 1680.
Il vecchio Municipio, edificato nel 1776, ospita oggi il Museo di Stranraer con le sue collezioni del Wigtownshire dell'Età vittoriana e degli esploratori polari cittadini, John Ross e il nipote James Clark Ross.
Altre attrazioni turistiche:
- I giardini Ardwell Gardens
- I giardini Castle Kennedy Gardens - un parco tra due laghi, noti per i loro rododendri, azalee e embothrium sui terreni del Lochinch Castle, sede dell'Earls of Stair
- La Glenluce Abbey - monastero cistercense del XII secolo.
- I giardini Glenwhan Gardens - un parco nei pressi di Dunragit
- Il Logan Botanic Garden, vicino al villaggio di Port Logan, una delle quattro sedi del Royal Botanic Garden Edinburgh
- Il Mull of Galloway - la punta più meridionale della Scozia con un faro, un centro accoglienza e una riserva ornitologica.
- Portpatrick
- Il Southern Upland Way - un sentiero tra Portpatrick e Cockburnspath
- Il Whithorn - con le sue reliquie di St Ninian
- Wigtown - la città nazionale dei libri di Scozia

### Aree di Stranraer

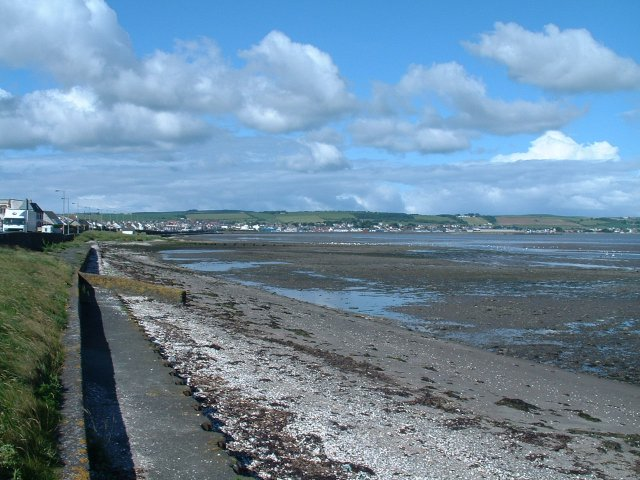
Stranraer e le coste del Loch Ryan, viste dall'estremità nordorientale della città

I quartieri di Stranraer comprendono:
- Stranraer Town
- West End
- Dick's Hill
- Ochtrelure
- Sheuchan Parks / Liddesdale
- Stair

### Periferia di Stranraer
- Inchparks
- Innermessan
- Sulseat
- Culhorn
- Sandmill
- Auchtrelure
- Gallowhill
- Blackparks

### Industria
Le principali industrie dell'area sono l'attività portuale legata ai traghetti, con l'indotto associato, quella turistica e più tradizionalmente l'allevamento. La Caledonian Cheese Company (proprietà della Lactalis) gestisce un grosso caseificio in città che dà lavoro a molte persone. Stranraer è la sede del Seriously Strong Cheese.

## Media
Il quotidiano locale, lo Stranraer and Wigtownshire Free Press, ha la redazione e la tipografia in città, in St Andrews Street. La Galloway Gazette copre anche la città e la regione circostante. Stranraer è compresa dell'area televisiva della ITV Border. La più vicina stazione radio si trova a Belfast, tuttavia, la stazione locale più vicina si trova a Dumfries. La South West Sound trasmette sui 96,5 FM in città.

## Infrastrutture e trasporti
Stranraer è nota per il suo porto da cui partono i traghetti che connettono la Scozia con Belfast (e precedentemente con Larne) in Irlanda del Nord. Nel 2003 la Stena Line aveva annunciato piani di trasferimento delle sue operazioni nel nuovo porto di Old House Point, a nord di Cairnryan, da condividere con la P&O Ferries. Tuttavia, questi piani sono stati accantonati a causa dell'aumento dei costi, assicurando per il momento a Stranraer il futuro come porto di traghetti.
Tuttavia, la Stena Line, il 5 giugno 2008 ha annunciato il trasferimento delle sue operazioni nel porto di Old House Point affermando però di mantenere separate le sue operazioni da quelle della P&O Ferries.
A parte la compagnia di navigazione Stena Line, che collega tramite traghetti la città con Belfast, la stazione ferroviaria è il terminal meridionale di una delle linee secondarie della Glasgow South Western Line. I treni appartengono alla First ScotRail e sono diretti giornalmente ad Ayr, Glasgow, e Newcastle.
Le principali compagnie di pullman gestiscono servizi da Stranraer. La National Express offre un servizio per Londra, mentre la Scottish Citylink (in associazione con la Ulsterbus) gestisce servizi che connettono la HSS Sailings) con Edimburgo.
I trasporti locali all'interno e intorno alla città sono forniti dalla Stagecoach Western, e da tre compagnie locali: la James King Coaches, la Irvine Archiviato il 20 marzo 2020 in Internet Archive. e la McCulloch's Coaches Archiviato il 20 marzo 2020 in Internet Archive..

## Istruzione
Stranraer possiede cinque scuole primarie:
- Belmont Primary School
- Park Primary School
- Rephad Primary School
- St. Joseph's R.C. Primary School
- Sheuchan Primary School

La Stranraer Academy ha anche altre sette scuole primarie associate fuori Stranraer:
- Castle Kennedy Primary School
- Drochduil Primary School
- Drummore Primary School
- Kirkcolm Primary School
- Leswalt Primary School
- Sandhead Primary School
- Portpatrick Primary School

La città ha anche una scuola secondaria, la Stranraer Academy. L'Academy è un istituto comprensivo costituito da due edifici modernisti del 1960 ed uno ultramoderno. Il nuovo edificio possiede eccellenti strutture per l'educazione fisica. La scuola ha circa 1100 allievi, 90 fra insegnanti e personale di servizio e serve sia la città che i villaggi circostanti e la popolazione rurale.
Stranraer non possiede istituti scolastici privati.
Il Dumfries and Galloway College dispone di un campus in città, in quella che era la sede della Stranraer Academy. Nel 1990 è stato costruito il John Niven Further Education College in Academy Street, al centro della città, ma è stato poi assorbito nel Dumfries and Galloway College.

## Sanità
La NHS Dumfries and Galloway garantisce i servizi sanitari della città e nel 2006 è stato inaugurato il Galloway Community Hospital che ha sostituito gli ospedali Garrick e Dalrymple. I medici di famiglia afferiscono al Waverly Medical Centre, adiacente al nuovo ospedale.
La città dispone di svariate case di cura per anziani, la più grande delle quali è la Thorneycroft ai mergini della città ed è gestita dalla compagnia CIC company.

## Riferimenti a Stranraer nella cultura di massa
- Un riferimento a Stranraer è contenuto nella canzone Cap In Hand dei Proclaimers, in cui dicono "I can understand why Stranraer lie so lowly, they could save a lot of points by signing Hibs goalie." Il riferimento è al portiere Andy Goram, e alla mediocre posizione in classifica dello Stranraer F.C al momento in cui la canzone fu scritta[5].
- Nel quarto episodio del serial televisivo di BBC Radio 4 Knowing Me, Knowing You... with Alan Partridge, uno degli ospiti era la Duchessa di Stranraer[6]. Questo titolo nobiliare ovviamente non esiste.
- Stranraer è stata citata anche nel serial televisivo di Peter Kay su Channel 4, Phoenix Nights, anche se solo di nome: Les and Alan sono rimasti in panne a Stranraer con il loro camion e non al club[7].

## Sport

### Calcio
La città è sede dello Stranraer Football Club, la squadra di calcio semiprofessionistica locale che gioca allo Stair Park. Nella stagione 2012-2013 milita in Scottish Second Division. Lo Stair Park ospita anche la formazione riserva che compete nella South of Scotland Football League.

### Rugby
La squadra di rugby, il Wigtownshire, ha sede in città e gioca attualmente nella West Regional League Division 2. Gioca nello stadio di London Road, di fronte allo Stair Park.

### Altri sport
Lo Stair Park ospita anche gare di BMX e skateboard, e sono presenti anche i campi coperti di tennis e netball. La città dispone inoltre di una piscina, di una sala fitness, di una palestra e di un grande palazzo dello sport, il Ryan Leisure Centre, nonché molti altri campi di calcio, parchi e campi coperti multidisciplinari.